# My Girl (filme)
My Girl (bra: Meu Primeiro Amor; prt: O Meu Primeiro Beijo) é um filme americano de 1991, dos gêneros dramédia e romance, dirigido por Howard Zieff, escrito por Laurice Elehwany, estrelado por Dan Aykroyd, Jamie Lee Curtis, Macaulay Culkin e Anna Chlumsky em sua estreia no cinema. É uma história de uma jovem que enfrenta sentimentos emocionais diferentes durante o verão de 1972 no subúrbio de Pensilvânia.
Um livro baseado no roteiro foi escrito por Patricia Hermes em 1991. A sequência do filme, My Girl 2, foi lançada em 1994.

## Elenco
| Ator                | Papel              |
| ------------------- | ------------------ |
| Dan Aykroyd         | Harry Sultenfuss   |
| Jamie Lee Curtis    | Shelly Devoto      |
| Macaulay Culkin     | Thomas J. Senett   |
| Anna Chlumsky       | Vada Sultenfuss    |
| Richard Masur       | Phil Sultenfuss    |
| Griffin Dunne       | Sr. Bixler         |
| An Nelson           | Gramou Sultenfuss  |
| Peter Michael Goetz | Dr. Welty          |
| Jane Hallaren       | Enfermeira Randall |
| Anthony Jones       | Arthur             |
| Cassi Abel          | Judy               |

## Produção
O roteiro, escrito por Laurice Elehwany, foi originalmente intitulado "Born Jaundiced", e foi comprado pela Imagine Entertainment em julho de 1990. Em 24 de agosto de 1990, foi relatado no Daily Variety que o roteiro tinha sido re-intitulado para "I Am Woman", mas foi posteriormente alterado para o seu título final, My Girl, na primavera de 1991. Elehwany baseou o cenário fictício de Madison, na Pensilvânia, em uma pequena cidade no sul da Pensilvânia, onde ela havia sido criada.
Culkin e Chlumsky foram escalados para os papéis principais de Thomas J. e Vada, respectivamente, em janeiro de 1991. As filmagens ocorreram em Bartow e Orlando, Flórida, começando em fevereiro de 1991. Exteriores da casa de Sultenfuss foram fornecido por uma casa vitoriana real em Bartow, enquanto os interiores da casa foram construídos em um estúdio em Orlando.

### Trilha sonora
A trilha sonora do filme contém vários sucessos pop dos anos 1960 e 1970, além da música-título (que também dá nome ao filme, na versão inglesa, de The Temptations), incluindo "Wedding Bell Blues" (The 5th Dimension), "If You Don't Know Me by Now" (Harold Melvin & the Blue Notes), "Bad Moon Rising" (Creedence Clearwater Revival), "Good Lovin'" (The Rascals) e "Saturday in the Park" (Chicago). Quando Vada fica chateada, ela fecha seus ouvidos e canta "Do Wah Diddy Diddy", a versão da banda Manfred Mann do qual também está incluída no álbum da trilha sonora. Além disso, Vada e Thomas J. tocam "The Name Game" e cantam "Witch Doctor" no filme, e Vada tem pôsteres do musical da Broadway Hair, de The Carpenters e de Donny Osmond na parede de seu quarto.

## Lançamento e recepção
My Girl estreou nos cinemas nos Estados Unidos durante o fim de semana de Ação de Graças, em 27 de novembro de 1991. O filme estreou em segundo lugar nas bilheterias dos EUA, com 2,080 cinemas. Continuou sendo mostrado nos Estados Unidos até janeiro de 1992, ganhando US$ 59.489.799.
My Girl teve recepção média ou mista por parte dos críticos profissionais. A pontuação atual no Rotten Tomatoes é de 50% em base de 14 avaliações. Roger Ebert deu ao filme 3.5 estrelas de 4, escrevendo: "A beleza deste filme está em sua franqueza. Existem algumas cenas obrigatórias. Mas há também alguns muito originais e tocantes. Este é um filme que tem seu coração no lugar certo". Owen Gleiberman da Entertainment Weekly elogiou a performance de Chlumsky no filme, mas admitiu que "há algo desconfortável em um filme que leva a experiência de uma criança audaciosa e conflitante e a reduz a: Ela precisa confrontar seus sentimentos. My Girl tem alguns momentos doces e engraçados (o elenco é uniformemente atraente), mas se desdobra em uma paisagem de banalidade paralisante e psíquica". Peter Rainer do Los Angeles Times foi igualmente crítico dos elementos "xaroposos" do filme, concluindo: "A mistura de heroísmo e impassibilidade em My Girl deve ser mais estranha e mais interessante do que é. Afinal, uma garota que sobrevive a uma casa onde corpos são embalsamados no porão é o tipo de heroína que os filmes sobre crianças precisam agora, ou filmes sobre adultos".

## Prêmios
O filme ganhou o MTV Movie Awards, na categoria melhor beijo, além de ser indicado nas categorias de melhor dupla (Macaulay Culkin e Anna Chlumsky) e melhor revelação (Anna Chlumsky).